# Rien à cirer
Rien à cirer était une émission diffusée sur France inter du 8 septembre 1991 au 22 décembre 1996 produite et présentée par Laurent Ruquier. 
Elle révéla plusieurs humoristes, comme Didier Porte, Christophe Alévêque, Jean-Jacques Vanier, Laurent Gerra. En parallèle du succès radiophonique, l'émission fut diffusée à la télévision sur FR3 le 19 avril 1992 puis sur France 2 d'avril à juin 1994.

## Histoire de l'émission

### Création en 1991
Laurent Ruquier, nouvellement arrivé d'Europe 1, travaille d'abord pour le Vrai-faux journal de France-Inter de Claude Villers en 1990 avec Pascal Brunner, Laurent Gerra et Virginie Lemoine. Il fait également ses premières armes pendant dix-huit mois sur Antenne 2 dans Ainsi font, font, font, l’émission de Jacques Martin.
Durant l'été 1991, Pierre Bouteiller met à l'essai Laurent Ruquier, Jacques Ramade et Pascal Brunner dans une émission intitulée Ferme la fenêtre pour les moustiques.
À la rentrée 1991, Laurent Ruquier émet le souhait d'obtenir le créneau du dimanche matin de 10 h à 12 h, prenant la suite de William Leymergie, André Lamy, José Arthur et Philippe Labrousse qui animaient Radiofolies.
L'émission se diffuse et s'enregistre principalement depuis le studio 105 (baptisé en 1993 "Studio Charles Trenet").
Ne trouvant pas de nom pour cette nouvelle émission (Les Joyeux Berlingots est un moment envisagé), c'est finalement une déclaration d'Édith Cresson ( « Moi la bourse j'en ai rien à cirer ! » ) qui donne l'idée de conserver Rien à cirer comme un porte-étendard.
Laurent Ruquier, pour renforcer son équipe, choisit Patrick Font et Anne Roumanoff. Pascal Brunner amène Richard Lornac qui accompagnera toutes les chansons parodiques interprétées par les imitateurs.
Adeptes de calembours, les animateurs sont assis derrière des pupitres blancs en forme de ruches, autour de l'invité trônant sur un canapé suggérant une brosse à reluire géante (trois ruches à droite et trois à gauche). Une boîte de cirage est projetée-éclairée au fond du studio et deux rayons de miel jaunes viennent latéralement parachever le décor du studio 105[réf. nécessaire]. Le générique choisi est un morceau d'Antoine Larcher, intitulé Ceddahology enregistré au Petit journal Montparnasse. La réalisation sera confiée à Jean-François Remonté, également producteur de Radio-mémoire.
L’émission est créée sur France Inter le 8 septembre 1991, avec pour toute première invitée Jeannie Longo.

### Passage en quotidienne en 1992
Le succès très rapide de l'émission est tel qu'elle s'enrichit peu à peu d’une kyrielle d’imitateurs et de chroniqueurs venus pour la plupart du café-théâtre (Caveau de la République, Point virgule).
Au bout d'une année, en septembre 1992, Pierre Bouteiller propose à Laurent Ruquier de passer Rien à cirer en quotidienne, ce qui demande aux équipes un moral d'acier[non neutre] pour assurer une émission de 40 minutes cinq jours par semaine et une de 2 heures le dimanche. Néanmoins il relève le défi et l'émission restera en quotidienne plus le dimanche jusqu'en 1994.
Puis, de 1994 à 1995, l'émission passe en quotidienne de deux heures mais sans le dimanche.
Et enfin, de septembre 1995 à décembre 1996, comme à l'origine, l'émission est diffusée le dimanche seulement (le créneau de midi ayant été abandonné pour l'expérience les Niouzes de Ruquier sur TF1).
Aidé de Séta Séto, Claire Bouleau, Alexia Rivière, Irène Ramade, les quotidiennes et dominicales se dérouleront au début au studio 105. Puis, à partir de 1994, pour des raisons de logistique, le studio 106 Sacha-Guitry sera le cadre des cinq émissions de la semaine, laissant Rien à cirer au studio 105 (voire 104, de (1 000 places) le dimanche.
En parallèle du succès radiophonique, l'émission est diffusée à la télévision sur FR3 le 19 avril 1992, puis sur France 2 d'avril à juin 1994.
Fabienne Thibeault devient[Quand ?] la marraine de Rien à cirer[réf. nécessaire].
Charles Trenet enregistre le nouvel indicatif de l'émission (qui succèdera au premier composé par Antoine Larcher), qui est diffusé la première fois le 14 octobre 1994 (cette émission ayant pour invitée Sylvie Vartan).
Laurent Ruquier dépoussière et rajeunit le genre du café théâtre[C'est-à-dire ?] et assure la relève du genre de L'Oreille en coin.
Homme de théâtre amateur de calembours, sa plume acerbe est souvent qualifiée d'irrespectueuse, ce qui lui est parfois reproché[Par qui ?].
Les années passant, il modernise au fur et à mesure l'émission, amène en permanence de nouvelles têtes et des idées de séquences, qui feront durer Rien à cirer pendant cinq années[évasif].
Au début de 1994, Le Monde reconnait que l'émission est populaire, iconoclaste et d'une « insolence roborative ».

### Anecdotes - déplacements
Des anecdotes nombreuses émaillent l'existence de Rien à cirer : la première étant la fin de non-recevoir de l'actrice Valérie Kaprisky, qui daignera accorder une courte interview téléphonique au bout de laquelle une dispute mènera l'émission à la quasi-catastrophe ; ou Michel Blanc, qui aura oublié de se lever ; ou Vincent Pérez, qui ne viendra pas et que Pascal Brunner remplacera vocalement sans que personne s'en aperçoive ou encore Renaud défaillant de dernière minute remplacé par Frédéric François. Patrick Font fera également une chronique entièrement nu, avec pour invité Jacques Higelin.
Rien à cirer s'est déplacé en province, sur l'île de Tatihou, à la Rochelle, à Cognac, Lyon (invité: Pierre Perret), Rennes, l'Opéra de Lille, à Strasbourg, à Avoriaz et à Tignes (invitée : Danièle Gilbert), pour le Festival d'Avignon dans la salle du conclave du Palais des papes (invitée : Amanda Lear), à Tourcoing (invité : Renaud), au Salon du véhicule de loisir au Bourget (invitées : Miss France 1993 et Geneviève de Fontenay), à Nantes (invité : Claude Sérillon), au Zénith de Caen (invité : Michel Drucker).

### Fin d'antenne
Beaucoup de chroniqueurs se succèderont jusqu’au dimanche 29 décembre 1996, date de la dernière. Certains acquerront une certaine notoriété, tels Pascal Brunner, Laurent Gerra, Christophe Alévêque, Didier Porte ou Virginie Lemoine ; d’autres, de cabarets en cafés-théâtres, resteront dans un semi-anonymat.
Malgré son succès, l'émission s'arrêtera en décembre 1996 notamment à cause de la mise en examen pour attouchements sur mineurs de l'humoriste Patrick Font,.

## Rien à cirer sort du poste

### Tentatives cathodiques
Sabine Mignot proposera à Laurent Ruquier le 19 avril 1992 un prime-time sur FR3 de Rien à cirer pendant deux heures. L'invité sera Gilbert Bécaud. L'émission tournée au studio 102 de la maison de Radio France ne rencontrera pas un franc succès, les contraintes télévisuelles cassant le naturel des échanges et de la répartie de l'équipe. La formule d'un prime-time fleuve n'est pas applicable. L'expérience est réitérée en quotidienne d'avril à juin 1994 sur France 2, un Rien à cirer télévisuel à 19 h produit par Gilbert Rozon,. Mais la formule ne sera pas poursuivie à la rentrée 1994.

### Sur le papier
L'équipe de Rien à cirer publie en 1993 un premier livre chez Calmann-Lévy, retraçant mois après mois, la version écrite des sketchs, parodies, billets, et portraits écrits par Anne Roumanoff, Patrick Font et Laurent Ruquier, ainsi que les brèves de Jacques Ramade. Le tout agrémenté de photos prises pendant l'émission.
En 1995, Laurent Ruquier et Jean-François Remonté publient chez Michel Lafon une biographie fleuve de l'émission sous le titre : Rien à cirer, les cinq ans, agrémentée de photos souvenirs.

### Le Tout-bon
Le disque compact Rien à cirer, le Tout bon regroupant 15 plages de musique et d'extraits d'émission est produit en 1995 par WEA, France Inter et Gilbert Rozon.
- Générique Rien à cirer (Charles Trenet)
- Les oreilles et la queue (Patrick Font - 23 mai 1993)
- Le patinage c'est pas mon fort (Laurence Boccolini - 10 mars 1995)
- À moi Comte, deux mots (Jean-Jacques Vanier face au « comte de Paris » - 7 février 1993)
- Elle sait, elle sait (Sophie Forte face à Michèle Morgan - 10 novembre 1993)
- Jean, Bruno, Wladimir, François-de-Paule Lefèvre d'Ormesson (Laurent Ruquier face à Jean d'Ormesson - 15 novembre 1992)
- Agents doubles à France Inter (Patrick Font face à Jacques Chancel - 17 octobre 1993)
- Madame de Fonds de commerce (François Pirette face à Geneviève de Fontenay et Miss France 1993 - 13 mars 1993)
- Beaucoup de bruit pour Pierre (Pierre Bellemare et tout l'équipe de Rien à cirer - 5 mai 1995)
- Elle était souriante (Laurence Boccolini et Pierre Bellemare - 5 mai 1995)
- Chraz en chasse (Chraz face à Allain Bougrain-Dubourg - 13 avril 1995)
- La shamp'rimeuse (Virginie Lemoine et Francis Huster - 5 octobre 1994)
- Un des astres (Didier Porte face à l'astrologie - en fait Elisabeth Tessier 12 décembre 1994)
- Morceaux des dames (Frédéric Lebon - 27 mars 1995)
- Générique Rien à cirer (Charles Trenet)

Le tout émaillé de brèves de Jacques Ramade.

## L'équipe

### Chroniqueurs
- Anne Roumanoff et son micro-trottoir légendaire se terminant par continuez comme ça, je vous aime bien…
- Patrick Font : ancien chansonnier – il formait avec Philippe Val le duo Font et Val – il intègre l'émission et relance ainsi sa carrière. Très apprécié grâce à son cynisme, sa carrière de chroniqueur s'arrêta net après une condamnation pour attouchements sur mineurs.
- Jacques Ramade : avec sa voix bien particulière, Jacques Ramade tenait une rubrique de brèves.
- Jean-Jacques Vanier : grand maître de l'absurde, il devient vite l'un des piliers de l'émission.
- Christophe Alévêque : il traite l'actualité au vitriol et trace des portraits satiro-humoristiques de l'invité en y mêlant les aventures de Pupuce, le personnage clé de son spectacle.
- Didier Porte : il assume le rôle du méchant, du teigneux, du gauchiste invétéré. Il sera d'ailleurs remercié par le nouveau directeur des programmes après l'élection de Jacques Chirac.
- Laurence Boccolini qui assurait à la rentrée 1992 l'oraison funèbre de l'invité
- François Pirette
- Chraz : la minorité auvergnate de l'équipe
- Laurent Violet : Rythmera la saison 1995-96 avec son rituel Lundi des patates, mardi des patates…
- Guy Carlier : rejoindra l'émission de Laurent Ruquier Les p'tits dejs sous le pseudonyme de Monsieur Le Tallec, puis Rien à voir avec Laurence Boccolini et Stéphane Bern dans Le Fou du roi
- Sophie Forte : célèbre pour sa fantaisie notamment pour le personnage de Sophie Ginette
- Virginie Lemoine : réalisait des gags loufoques et des fausses pubs avec Laurent Gerra
- Sandrine Delassus : d'abord attachée de production, réalisait des canulars téléphoniques avec Laurent Gerra et Frédéric Lebon dès la rentrée 1992 pendant la quotidienne
- Serge Riaboukine
- Roland Magdane
- Serge Llado : Chansonnier
- Françoise Lépine
- Arnaud Lemort
- Manuel Pratt

### Imitateurs
- Pascal Brunner : premier imitateur de l'équipe
- Laurent Gerra : imitateur de voix masculines
- Gérald Dahan : imitateur de voix masculines
- Frédéric Lebon : imitateur de voix féminines
- Patrick Adler : imitateur de voix féminines
- Jean-Éric Bielle : imitateur
- Éric Blanc fut invité en décembre 1991 pour parodier une interview de Yannick Noah

### Pianistes
- Richard Lornac : pianiste accompagnateur de Pascal Brunner
- Xavier Tribolet
- Lance Dixon

### Production
- Réalisateur : Jean-François Remonté
- Assistantes : Sandrine Delassus, Séta Séto, Claire Bouleau, Anne Mailly, Irène Ramade, Alexia Rivière…
- Programmateur invités et musique : Jacques Sanchez
- Auteurs de textes : Serge Llado, Roland Zeym, Charles Level
- Studios 104, 105 et 106 de la maison de Radio France